# Зелёная Поляна (Ключевский район)
Зелёная Поля́на — село в Ключевском районе Алтайского края. Административный центр Зелёнополянского сельсовета.

## История
Основано в 1922 году. В 1928 году посёлок Зелёная Поляна состоял из 78 хозяйств, основное население — украинцы. В административном отношении — в составе Красноярского сельсовета Ключевского района Славгородского округа Сибирского края.

## Население
| 1997 | 1998 | 1999 | 2000 | 2001 | 2002 | 2003 |
| ---- | ---- | ---- | ---- | ---- | ---- | ---- |
| 586  | ↘582 | ↘572 | ↘545 | ↘519 | ↘509 | ↘458 |
| 2004 | 2005 | 2006 | 2007 | 2008 | 2009 | 2010 |
| ↗488 | ↘469 | ↗495 | ↘491 | ↘470 | ↗492 | ↘448 |
| 2011 | 2012 | 2013 |      |      |      |      |
| ↘446 | ↘436 | ↘429 |      |      |      |      |